# Abu Sahl Ahmad
Abu Sahl Ahmad ibn Hasam al-Hamduwi fou un oficial gaznèvida del segle xi.
Va esdevenir administrador fiscal de Gazni i els seus districtes. Va servir amb el visir Ahmad ibn Hasan al-Maymandi com a segon visir. Després fou visir uns mesos durant el curt primer regnat de Muhammad ibn Mahmud però Masud I ibn Mahmud va tornar a nomenar al-Maymandi (1030) i aquest va nomenar Abu Sahl com inspector general de finances, al cap d'un o dos anys fou encarregat civil de l'exèrcit, i al cap d'un any governador de Rayy i Djabal; mentre estava en aquest càrrec va morir al-Maymandi; com a governador va atacar els kakúyides a Esfahan i es va apoderar del tresor de Muhammad ibn Kakuya incloent la llibreria d'Ibn Sinas que fou enviada a Gazni (on fou destruïda anys després en la conquesta de la ciutat pel gúrides el 1149).
Va dominar Esfahan durant dos anys (vers 1035-1036) però Ibn Kakuya, aprofitant els atacs oghuz a territori de Gazni, la va recuperar i després es va apoderar de Rayy (1036/1037) i Abu Sahl es va retirar cap a Nixapur seu del governador samànida Abu l-Faz Suri; els seljúcides oghuz van ocupar Nixapur el 1038 i el governador Suri i Abu Sahl es van refugiar a Gurgan.
Abu Sahl va tornar a territori gaznèvida quan el sultà Masud va avançar amb un exèrcit a finals del 1039. Fou castigat pel sultà amb una multa de 50.000 dinars, però finalment es va reconciliar amb el sobirà i el 1040 fou nomenat conseller en cap, quan el visir Abd al-Samad estava absent junt amb el príncep Mawdud ben Masud. No se'n tenen més notícies després del 1041 (quan s'acaba la part conservada de la història de Bayahki).